# Novozavidovskij
Novozavidovskij (in russo Новозавидовский?) è un insediamento di tipo urbano della Russia europea, situato nell'oblast' di Tver', nel Konakovskij rajon.
Si trova 49 km a sud-est di Tver'.